# Acromantis hesione
Acromantis hesione är en bönsyrseart som beskrevs av Carl Stål 1877. Acromantis hesione ingår i släktet Acromantis och familjen Hymenopodidae. Inga underarter finns listade i Catalogue of Life.